# Kathryn Tickell
Kathryn Tickell (8 giugno 1967) è una musicista britannica, suonatrice di cornamusa del Northumberland e violino.

## Biografia
Nel 1984 è stata nominata suonatrice di cornamusa ufficiale del sindaco di Newcastle upon Tyne, mentre dal 1986 ha registrato diversi album e ha collaborato con diversi artisti. Degna di nota in particolare la collaborazione con il cantante Sting, cominciata con l'album The Soul Cages nel 1991.

## Discografia
- On Kielder Side (1984)
- From Sewingshields to Glendale (1986) album compilation con Alistair Anderson, Joe Hutton, Willy Taylor, Will Atkinson, Mike Tickell e altri
- Borderlands (1987)
- Common Ground (1989)
- The Kathryn Tickell Band (1991)
- Signs (1993)
- The Gathering (1997)
- The Northumberland Collection (1998)
- Debatable Lands (1999)
- Ensemble Mystical (2000)
- Music for a New Crossing (2001)
- Back to the Hills (2002)
- Air Dancing (2004)
- The Sky Didn't Fall (2006)
- Strange But True (2006)
- Instrumental (2007)
- Durham Concerto (2008, con Jon Lord)
- What We Do (2008, with Peter Tickell)
- Northumbrian Voices (2012)[2]